# Hinojar del Rey

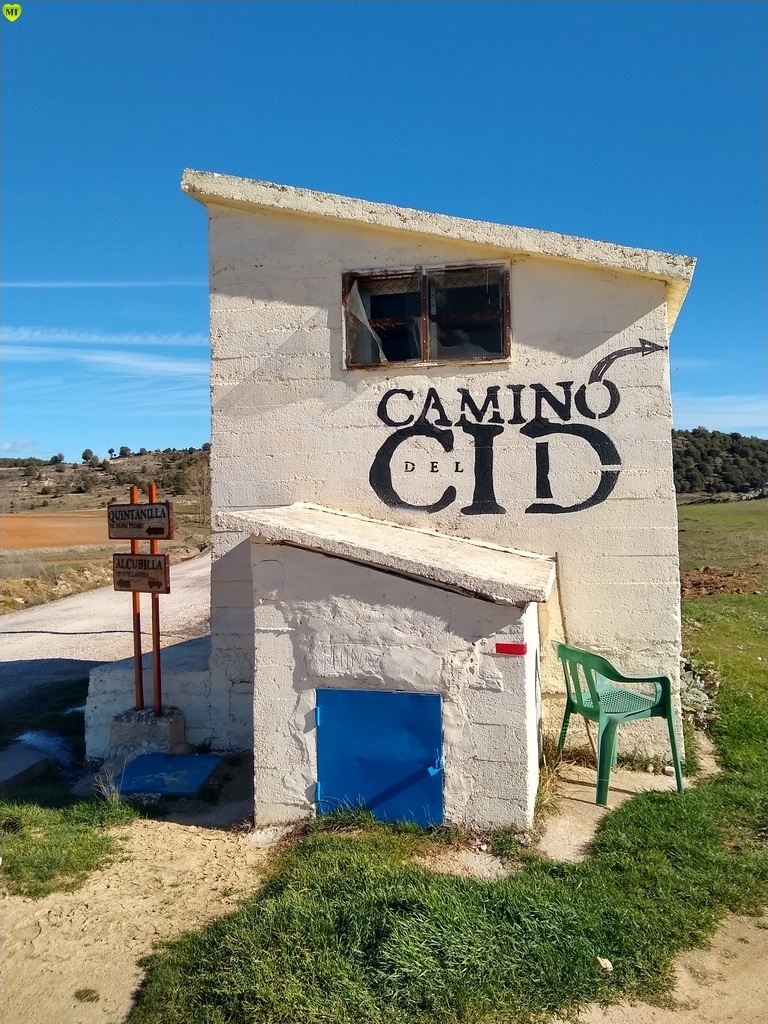
Camino del Cid a su paso por Hinojar del Rey

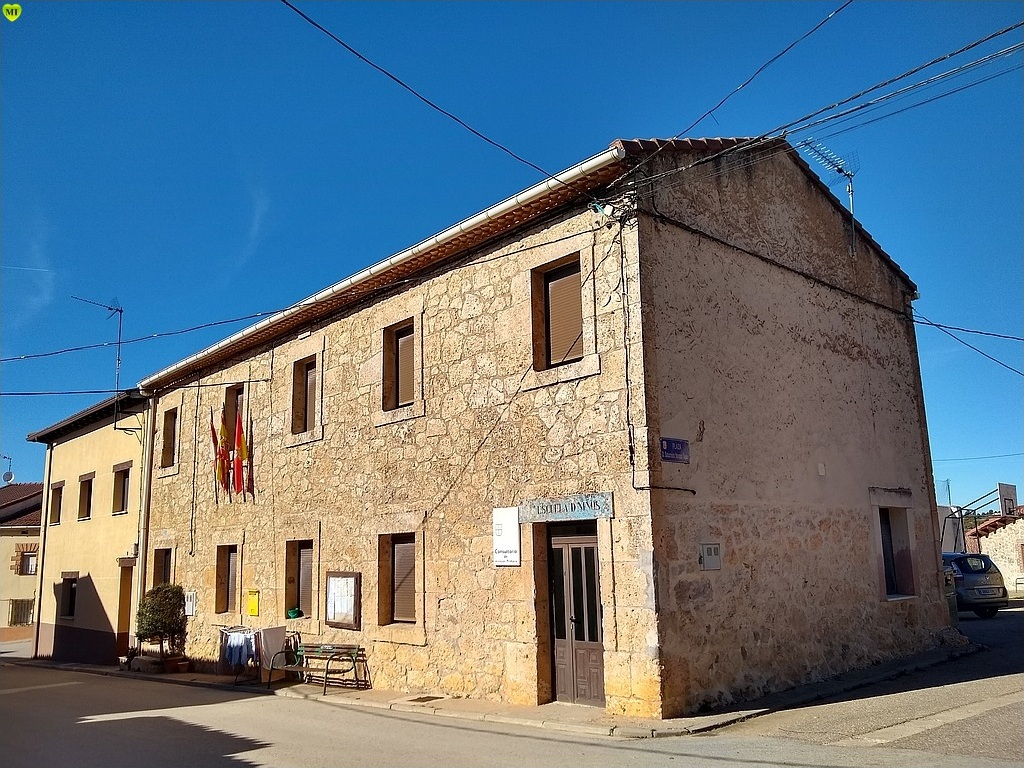
Antiguas escuelas y ayuntamiento

Hinojar del Rey es una localidad española de la provincia de Burgos y de la comunidad de Castilla y León. Pertenece al municipio de Huerta de Rey (Burgos). Está situada en la Ruta de la Lana y en el Camino del Cid.

## Geografía

### Localización
Hinojar del Rey está situado a 37 kilómetros de Aranda de Duero y a 91 kilómetros de Burgos entre la comarca de la Sierra de la Demanda y la Ribera del Duero, con una altura de 940 m s. n. m. y a la orilla meridional del río Espeja.
Está rodeada por las localidades de Quintanarraya, Peñalba de Castro, Coruña del Conde, Brazacorta, Alcoba de la Torre, Alcubilla de Avellaneda y Quintanilla de Nuño Pedro.
| Noroeste: Peñalba de Castro                       | Norte: Quintanarraya                              | Noreste: La Hinojosa                     |
| Oeste: Coruña del Conde                           |                                                   | Este: Muñecas y Santa María de las Hoyas |
| Suroeste: Arandilla (Burgos) y Peñaranda de Duero | Sur: Alcoba de la Torre y Alcubilla de Avellaneda | Sureste: Quintanilla de Nuño Pedro       |

## Demografía
| Gráfica de evolución demográfica de Hinojar del Rey entre 1842 y 1970 |
| |
| Población de derecho según los censos de población del INE Población de hecho según los censos de población del INEEntre el censo de 1981 y el anterior, este municipio desaparece porque se integra en el municipio Huerta de Rey. |

En el 1981 los datos de censo se añaden al conjunto de datos del municipio 09174(Huerta del Rey).
| Gráfica de evolución demográfica de Hinojar del Rey entre 2000 y 2018 |
|                                                                       |
| Población de derecho (2000-2018) según el padrón municipal del INE    |

| Año  | Hombres | Mujeres | Total |
| ---- | ------- | ------- | ----- |
| 2018 | 35      | 28      | 63    |
| 2017 | 33      | 28      | 61    |
| 2016 | 34      | 27      | 61    |
| 2015 | 38      | 29      | 67    |
| 2014 | 39      | 32      | 71    |
| 2013 | 39      | 29      | 68    |
| 2012 | 44      | 30      | 74    |
| 2011 | 44      | 30      | 74    |
| 2010 | 44      | 32      | 76    |
| 2009 | 44      | 32      | 76    |
| 2008 | 45      | 36      | 81    |
| 2007 | 46      | 40      | 86    |
| 2006 | 51      | 40      | 91    |
| 2005 | 50      | 45      | 95    |
| 2004 | 51      | 45      | 96    |
| 2003 | 53      | 43      | 96    |
| 2002 | 55      | 45      | 100   |
| 2001 | 58      | 46      | 104   |
| 2000 | 56      | 48      | 104   |

## Historia
En el Censo de Vecindarios de la Corona de Castilla realizado en 1591 se denominaba Ynojar, pertenecía al Partido de los Arauces , incluida en la provincia de Burgos. El partido contaba con 876 vecinos pecheros.
De acuerdo con el censo de Floridablanca, era un lugar perteneciente a la Jurisdicción de Los Arauzos, de realengo, en el partido de Aranda de Duero, con alcalde pedáneo.
En el 1979 Hinojar del Rey se convierte en pedanía.

## Monumentos
Iglesia de Hinojar del Rey.

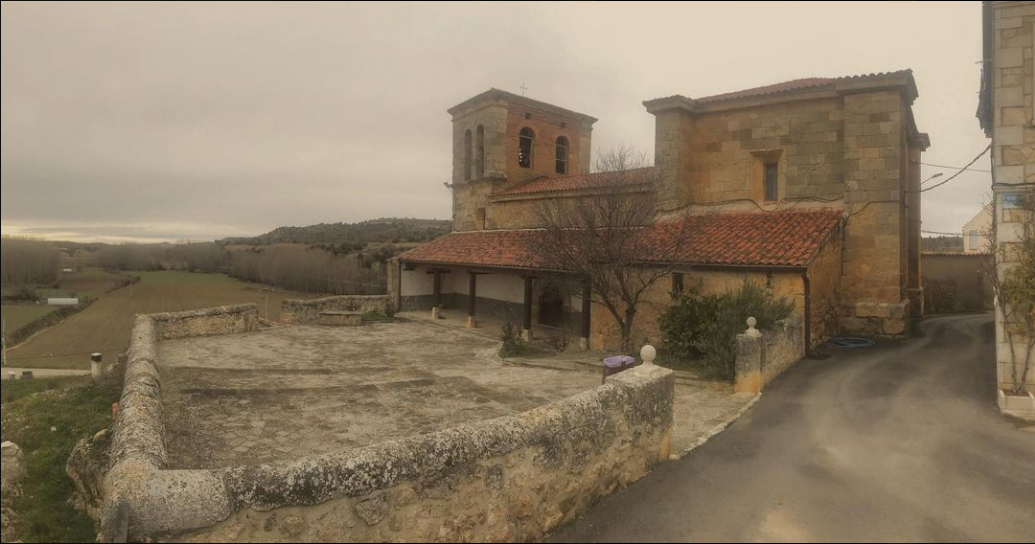
Iglesia de San Andrés, Hinojar del Rey

La iglesia de San Andrés, en el extremo occidental de Hinojar de Rey, es el principal centro religioso del pueblo, dedicada en honor al patrón de Hinojar. Se trata de un edificio gótico de primera alzada y nave única. Una reja baja separa el Altar Mayor de los fieles. Al fondo el coro se alza en altura. En el lateral del Evangelio se abren dos capillas. En la de San Miguel está enterrado el Bachiller de Lezama, importante personaje del siglo XV, residente y asesinado en Hinojar del Rey. Un cuadro con la imagen del arcángel, no datado hasta ahora pero que puede ser coetáneo del Bachiller adorna esta capilla. La otra capilla está dedicada a la Inmaculada. En su altar, se expone y vela la custodia en Jueves Santo.

## Fiestas
Las fiestas patronales son:
- La Virgen de Buezo: 40 días después de Semana Santa, víspera de la Ascensión.
- San Andrés Apóstol, 30 de noviembre.
- La Virgen y San Roque el 15 de agosto.

## El Encinar
El 30 de abril de 2006 nace la asociación cultural El Encinar de Hinojar del Rey. El Encinar es una asociación de carácter sociocultural, altruista y sin ánimo de lucro, cuyos fines son: 
- Promover y mejorar el nivel cultural, social y cívico de todos los asociados.
- Desarrollar actividades para capacitar a sus socios de una integración en el pueblo donde viven de modo estable o transitorio.
- Fomentar actividades recreativas y culturales, tales como excursiones y visitas a lugares de interés cultural, exposiciones, etc.
- Realizar labores de recuperación, conservación y protección del patrimonio artístico, histórico y etnográfico del pueblo.
- Potenciar el conocimiento del entorno natural del pueblo, flora y fauna autóctona, así como de protección y respeto al medio ambiente.

En 2019 El Encinar cuenta con un centenar de socios.

## Restos arqueológicos
En su término municipal, a pocos kilómetros al oeste de la localidad, en el lugar llamado El Barranco, se encontró una necrópolis visigoda. Hacia el año 1930, Martínez Santa-Olalla excavó algunas de las tumbas de la necrópolis en el lugar llamado El Barranco. En la excavación de 28 de sus tumbas se hallaron algunos ajuares funerarios de los que la mayor parte se llevó al Museo Arqueológico Nacional (MAN). De ellos destacan tres broches de cinturón de bronce del tipo liriforme, dos pequeños y uno grande. La pieza de más interés es este último, que además de una cuidada decoración de roleos y grifos en relieve, tiene un epígrafe, probablemente alusivo al dueño del broche. Esta pieza se exhibe en la sala de arqueología visigoda del MAN.
Por el número de tumbas de que estaba compuesta, unas 80, y por la disposición de las mismas en calles, la homogeneidad de la colocación de los cuerpos y de su orientación, habría que considerarla como una necrópolis comunitaria (Vigil-Escalera, 2013b: 276). No se conoce el enclave del poblado o lugar de habitación al que se asocian los enterramientos, sin embargo, teniendo en cuenta que la necrópolis se encuentra cerca de un río, es posible que el poblado se situara a orillas del mismo (Quirós, 2013: 368), no lejos de la necrópolis, y que su población se dedicase al cultivo de los campos cercanos. A no mucha distancia, en el término denominado Ribota, se encuentran otras dos tumbas, quizás asociadas a otro lugar de habitación más o menos contemporáneo. También puede que se tratara de sepulturas extracementeriales, quizás asociadas a una granja, o que acogieron los cadáveres de personas excluidas de la aldea de la necrópolis del Barranco (Vigil-Escalera,op. cit.: 279). Esta posible cercanía entre dos lugares de habitación altomedievales podría entenderse en el contexto de una red de aldeas y granjas promovidas por poderes locales,como la propuestas por Quirós Castillo (2007: 78-79 y 2009: 20-21) que ya existiría en la zona en el siglo VII, y que podría haber tenido como centro la cercana ciudad de Clunia.